# 3122 Florence
3122 Florence (1981 ET3) là một tiểu hành tinh Amor được phát hiện ngày 2 tháng 3 năm 1981 bởi S. J. Bus ở Siding Spring. Nó được phân loại là một tiểu hành tinh gần Trái đất và một tiểu hành tinh có khả năng nguy hiểm.
Vào ngày 31 tháng 8 năm 2017, nó sẽ tiếp cận trong vòng 0,047 AU từ Trái Đất (7 triệu km) và sẽ sáng bằng độ sáng biểu kiến là 8,8.